# Agonista alfa adrenérgico
Los agonistas alfa adrenérgicos (o agonistas alfa-adrenérgicos) son una clase de agentes simpaticomiméticos que estimulan selectivamente los receptores alfa adrenérgicos.. El receptor alfa-adrenérgico tiene dos subclases α 1 y α 2 . Los receptores Alfa 2 están asociados con propiedades simpaticolíticas. Los agonistas alfa-adrenérgicos tienen la función opuesta de los alfabloqueantes.  Los ligandos alfa adrenoreceptores imitan la acción de la epinefrina y la norepinefrina en el corazón, el músculo liso y el sistema nervioso central, siendo la norepinefrina la mayor afinidad. La activación de α 1 estimula la enzima fosfolipasa C unida a la membrana, y la activación de α 2 inhibe la enzima adenilato ciclasa. La inactivación de adenilato ciclasa a su vez conduce a la inactivación del monofosfato de adenosina cíclico mensajero secundario e induce la constricción del músculo liso y de los vasos sanguíneos. 

## Clases

Norepinefrina (noradrenalina)

Aunque rara vez se logra una selectividad completa entre los agonistas de los receptores, algunos agentes tienen una selectividad parcial. Nota: la inclusión de un medicamento en cada categoría sólo indica la actividad de la droga en ese receptor, no necesariamente la selectividad de la droga (a menos que se indique lo contrario). 

### agonista α1
Agonista α 1 : estimula la actividad de la fosfolipasa C. (vasoconstricción y midriasis; utilizados como vasopresores, descongestionantes nasales y durante los exámenes oculares). Los ejemplos seleccionados son: 
- Metoxamina
- Midodrina
- Metaraminol
- Fenilefrina[1]
- Amidefrina[2]

### agonista α2
Agonista α 2 : inhibe la actividad de la adenilil ciclasa, reduce la activación del SNC mediada por el centro del vasomotor central del tronco encefálico; utilizado como antihipertensivo, sedante y tratamiento de la dependencia de opiáceos y síntomas de abstinencia de alcohol ). Los ejemplos seleccionados son: 
- Clonidina (agonista mixto de receptores alfa2-adrenérgicos e imidazolina-I1 )
- Dexmedetomidina
- Fadolmidina
- Guanfacina,[3] (preferencia por el subtipo alfa2A del adrenoceptor)
- Guanabenz (agonista más selectivo para alfa2-adrenérgico en lugar de imidazolina-I1)
- Guanoxabenz (metabolito de guanabenz)
- Guanetidina ( agonista periférico del receptor alfa2)
- Xilazina,[4]
- Tizanidina
- Medetomidina
- Metildopa
- Metilnorepinefrina
- Norepinefrina[5]
- (R)-3-nitrobifenilina es un agonista selectivo de α 2C, además de ser un antagonista débil en los subtipos α 2A y α 2B .[6][7]
- amitraz[8]
- Detomidina
- Lofexidina, un agonista del receptor adrenérgico α 2A .[9]
- Medetomidina, un agonista adrenérgico α2.[10]

### Agonista inespecífico
Los agonistas inespecíficos actúan como agonistas en los receptores alfa-1 y alfa-2. 
- Xilometazolina[11]
- Oximetazolina[12]
- Apraclonidina
- Cirazolina[13][14]
- Epinefrina[15]

### Indeterminado / sin clasificar
Los siguientes agentes también están listados como agonistas por MeSH .  
- ergotamina
- etilefrina
- indanidina
- mefentermina
- metaraminol
- metoxamina
- mivazerol
- nafazolina
- norfenefrina
- octopamina
- fenilpropanolamina
- propilhexedrina
- rilmenidina
- romifidina
- sinefrina
- talipexol

## Significación clínica
Los agonistas alfa-adrenérgicos, más específicamente los auto-receptores de las neuronas alfa 2, se utilizan en el tratamiento del glaucoma al disminuir la producción de líquido acuoso por los cuerpos ciliares del ojo y también al aumentar el flujo de salida uveoscleral. Los medicamentos como la clonidina y la dexmedetomidina se dirigen a los receptores automáticos presinápticos, lo que da lugar a una disminución general de la norepinefrina, que clínicamente puede causar efectos como la sedación, la analgesia, la disminución de la presión arterial y la bradicardia. También hay pruebas de baja calidad de que pueden reducir los temblores después de una operación.
La reducción de la respuesta al estrés causada por los agonistas alfa 2 se teorizó como beneficiosa perioperativamente al reducir las complicaciones cardíacas, sin embargo, esto no ha demostrado ser clínicamente efectivo ya que no hubo una reducción de los eventos cardíacos o de la mortalidad pero sí una mayor incidencia de hipotensión y bradicardia